# Bacarés
Bacarés är en ort i Spanien.   Den ligger i provinsen Provincia de Almería och regionen Andalusien, i den södra delen av landet, 400 km söder om huvudstaden Madrid. Bacarés ligger 1 233 meter över havet och antalet invånare är 303.
Terrängen runt Bacarés är kuperad åt nordväst, men åt sydost är den bergig. Runt Bacarés är det mycket glesbefolkat, med 3 invånare per kvadratkilometer. Närmaste större samhälle är La Mojonera, 3,9 km norr om Bacarés. Omgivningarna runt Bacarés är i huvudsak ett öppet busklandskap.